# Copernicia baileyana
Copernicia baileyana (yarey) es una especie de palmera que es un endemismo del este y centro de Cuba.

## Descripción
Al igual que otros miembros de este género, C. baileyana es una palmera de abanico. Los árboles tienen entre 10 y 20 metros de altura con tallos de 40 (a 60) centímetros de diámetro y se hinchan a veces. El fruto es de color negro, de 1,8 a 2,3 centímetros de largo y 1,8 a 2 cm de diámetro.
Las hojas se utilizan para tejer sombreros, cestas y otros artículos. También se utilizan para la paja.

## Taxonomía
Copernicia baileyana fue descrita por Joseph Sylvestre Sauget y publicado en Revista de la Sociedad de Cuba 4: 22. 1931.
Etimología
Copernicia: nombre genérico que fue nombrado en honor del astrónomo polaco Nicolás Copérnico.
baileyana: epíteto otorgado en honor de Frederick Manson Bailey (1827-1915), botánico Australiano.
Sinonimia
- Copernicia baileyana f. bifida León
- Copernicia baileyana var. laciniosa León	[6]